# Бонгард
Бонгард (њем. Bongard) општина је у њемачкој савезној држави Рајна-Палатинат. Једно је од 109 општинских средишта округа Вулканајфел. Према процјени из 2010. у општини је живјело 247 становника. Посједује регионалну шифру (AGS) 7233206.

## Географски и демографски подаци
Бонгард се налази у савезној држави Рајна-Палатинат у округу Вулканајфел. Општина се налази на надморској висини од 495 метара. Површина општине износи 6,6 km². У самом мјесту је, према процјени из 2010. године, живјело 247 становника. Просјечна густина становништва износи 37 становника/km².